# Reiter Revue International

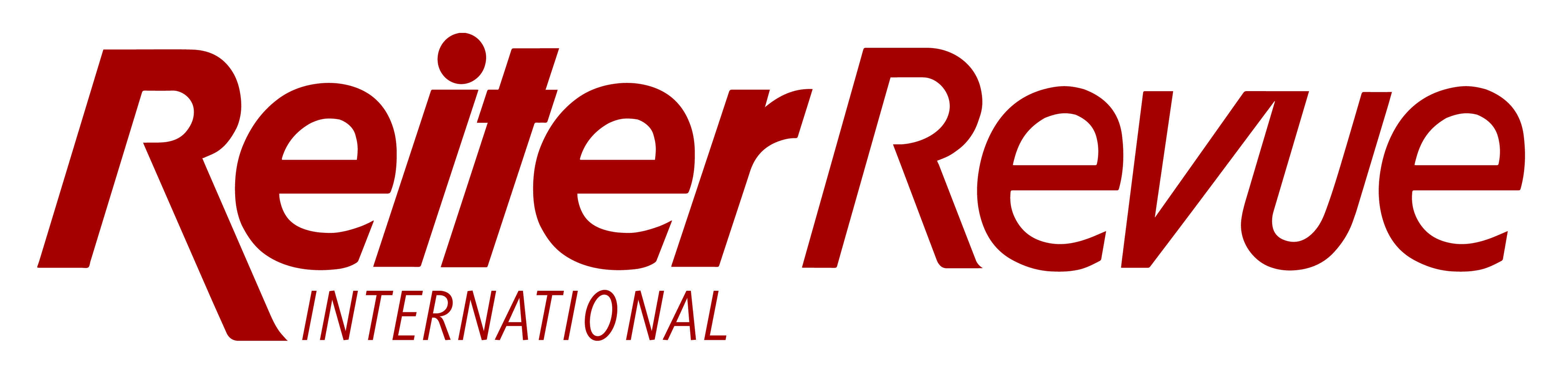
Logo des Magazins Reiter Revue International

Reiter Revue International ist eine deutschsprachige, seit 1958 monatlich erscheinende Fachzeitschrift für den Reit- und Pferdesport.

## Inhalt
In der Reiter Revue International kommen neben Journalisten auch Tierärzte, Reitmeister, Olympiasieger, Physiotherapeuten und viele weitere Experten zu Wort. Themengebiete sind Reiten und Pferdepflege, Ratschläge und Tipps, Fortbildung, Gesundheit, Haltung und Ausbildung von Pferden. Die Zeitschrift richtet sich an Reitsportbegeisterte in Deutschland. Die Reiter Revue International erscheint monatlich. Es gibt Online-Kanäle und einen Seminarbereich.

## Auflage
Die verbreitete Auflage liegt bei 38.127 Exemplaren (IVW 3/2020), es wurden 37.731 Exemplare verkauft, davon 20.000 im Abonnement. Als ePaper wurden 20.786 Exemplare vertrieben, davon über 10.500 im Abonnement. Insgesamt erreicht die Zeitschrift fast 330.000 Leser (Allensbacher Markt- und Werbeträger-Analyse, AWA 2014).

## Verlag
Die Reiter Revue International wurde bis Juni 2011 vom Paul Parey Zeitschriftenverlag in Singhofen herausgegeben. Seit Juni 2011 wird die Zeitschrift im Landwirtschaftsverlag Münster herausgegeben.
Ab Januar 2012 war Michaela Weber-Herrmann Chefredakteurin. Diese übernahm den Posten von Susanne Hennig, die zur Deutschen Reiterlichen Vereinigung als Pressesprecherin wechselte. Nachfolger von Weber-Herrmann wiederum wurde Markus Wörmann.
Im November 2017 wurde bekanntgegeben, dass Martin Richenhagen als Herausgeber der Zeitschrift tätig sein wird. Im Februar 2020 wechselte der bisherige Chefredakteur Markus Wörmann in die Chefredaktion der Zeitschrift Lebensmittel Praxis. Zum 1. Juli 2021 übernahm die bisherige Redaktionsleiterin der Reiter Revue International, Sarah Schnieder, die Chefredaktion.